# Горлов, Александр Моисеевич
Алекса́ндр Моисе́евич Го́рлов (англ. Alexander Gorlov; 23 марта 1931 — 10 июня 2016) — советский, позднее американский учёный, почётный профессор и директор гидро-пневматической лаборатории энергетики Северо-Восточного университета в Бостоне, Массачусетс.

## Биография
Родился в семье известного адвоката. Отец был арестован и умер в тюрьме во время сталинских чисток. Мать провела несколько лет в ГУЛАГе.
После ареста отца переехал с матерью в Ленинград. В начале Великой Отечественной войны эвакуирован в Кировскую область в детский дом. С окончанием войны в 1945 году мать смогла приехать к Александру из Ленинграда. Вскоре семья переехала в Москву. Александр поступил в Московский институт инженеров транспорта на факультет «Мосты и тоннели». Окончил институт в 1954 году и был направлен на работу мастером мостопоезда в Удмуртскую АССР. В 1956 году работал прорабом в Курске.
В 1961 году семья Горловых переезжает в Москву. А. М. Горлов работает главным специалистом института Гипротис Госстроя СССР. Защитил кандидатскую диссертацию в области машиностроения. Автор многих научных статей и монографии. Награждён Золотой и двумя бронзовыми медалями ВДНХ. В 1971 году представил к защите докторскую диссертацию.

### Случай на даче
12 августа 1971 года Горлов по просьбе А. И. Солженицына поехал на его дачный участок в селе Рождество-на-Истье. Оказалось, что в тот самый момент многочисленная группа сотрудников КГБ проводила там негласный обыск или какие-то иные оперативные мероприятия. Горлов был избит и задержан. На предложение дать подписку о неразглашении он ответил отказом, на что сотрудники КГБ ответили угрозами. А. И. Солженицын обратился с открытым письмом к Ю. В. Андропову и А. Н. Косыгину с требованием расследования инцидента.
В марте 1973 года руководство института отменило защиту докторской диссертации Горлова. В июле Горлов направил письмо Л. И. Брежневу с протестом против кампании политических преследований на работе. 28 апреля 1974 года, через месяц после отъезда семьи Солженицына в изгнание, Горлов был уволен с работы. В ответ он подал жалобу в суд на незаконное увольнение. В июне 1974 года Горлова вызывали в КГБ. Полковник КГБ М. А. Зенин предложил Горлову стать негласным сотрудником, Горлов отказался. Суд постановил, что увольнение законно. Горлов безуспешно пытался устроиться на работу в Москве. Выезжал в Воркуту на работу плотником и землекопом.
В сентябре 1974 года вернулся в Москву. После вызова в КГБ с настойчивым предложением эмигрировать в Израиль подал документы в ОВИР. 7 августа 1975 года выехал из СССР в Израиль.

### Научная карьера на Западе
С 1976 года преподаёт машиностроение в Северо-Восточном университете в американском штате Массачусетс и занимается научно-исследовательской работой в области освоения возобновляемых источников энергии из водных потоков и ветра. Разработал спиральные турбины для использования в реках, приливных и открытых океанских течениях. Инновации закреплены рядом патентов. Изобретение Турбины Горлова названо одной из 100 лучших инноваций 2001 года.
Имеет более 100 технических публикаций, в том числе книг, и 25 американских и международных патентов в таких областях, как возобновляемые источники энергии, структурный анализ и дизайн, теоретическая механика и дизайн мостов.
Автор мемуаров, изданных в 1977 году в Париже. А. И. Солженицын упоминает А. М. Горлова среди своих тайных помощников в пятом дополнении к мемуарам «Бодался телёнок с дубом», «Невидимки».

## Произведения

### Мемуары
- Горлов, А. М. Случай на даче. — Paris: YMCA-Press, 1977. — 201 с.

### Патенты
- A.M. Gorlov, Apparatus for harnessing tidal power, United States Patent 4,103,490 Архивная копия от 16 декабря 2017 на Wayback Machine, Aug 1, 1978.
- A.M. Gorlov, High volume tidal or current flow harnessing system, United States Patent 4,464,080 Архивная копия от 16 декабря 2017 на Wayback Machine, Aug 7, 1984.
- A.M. Gorlov, Terrorist vehicle arresting system United States Patent 4,759,655 Архивная копия от 16 декабря 2017 на Wayback Machine, July 26, 1988.
- A.M. Gorlov, Friction reduction for terrorist vehicle arresting system, United States Patent 5,026,203 Архивная копия от 16 декабря 2017 на Wayback Machine, June 25, 1991.
- A.M. Gorlov, Water gate array for current flow or tidal movement pneumatic harnessing system, United States Patent 5,074,710 Архивная копия от 16 декабря 2017 на Wayback Machine, Dec 24, 1991.
- A.M. Gorlov, Shutter for hydro-pneumatic current flow harnessing system, United States Patent 5,222,833 Архивная копия от 16 декабря 2017 на Wayback Machine, June 29, 1993.
- A.M. Gorlov, Unidirectional helical reaction turbine operable under reversible fluid flow for power systems (недоступная ссылка), United States Patent 5,451,137 Архивная копия от 16 декабря 2017 на Wayback Machine, Sept. 19, 1995.
- B.L. Istorik, I.B. Chpolianski, A.M. Gorlov, Unidirecional reaction turbine operable under reversible fluid from flow, United States Patent 5,451,138 Архивная копия от 16 декабря 2017 на Wayback Machine, Sept 19, 1995.
- A.M. Gorlov, Helical turbine assembly operable under multidirectional fluid flow for power and propulsion systems, United States Patent 5,642,984 Архивная копия от 16 декабря 2017 на Wayback Machine, July 1, 1997.
- A.M. Gorlov, Helical turbine assembly operable under multidirectional gas and water flow, United States Patent 6,155,892 Архивная копия от 16 декабря 2017 на Wayback Machine, Dec 5, 2000.
- A.M. Gorlov, Method for maintaining flotation using a helical turbine assembly, United States Patent 6,253,700 Архивная копия от 16 декабря 2017 на Wayback Machine, July 3, 2001.
- A.M. Gorlov, System for providing wind propulsion of a marine vessel using a helical turbine assembly, United States Patent 6,293,835 Архивная копия от 16 декабря 2017 на Wayback Machine, Sept 25, 2001.

### Монографии
- А. М. Горлов, Р. В. Серебряный. Автоматизированный расчет прямоугольных плит на упругом основании. / 1968. — 207 с.

### Статьи
- Gorlov, A.M. The Propagation of Plastic Zones Around the Tip of a Crack in a Circular Torsional Shaft (англ.) // J. Appl. Mech. : journal. — 1979. — Vol. 46, no. 2. — P. 458—459. — doi:10.1115/1.3424572. — Bibcode: 1979JAM....46..458G.
- Gorlov, A.M. Disaster of the 1-95 Mianus River bridge. Where could lateral vibration come from? (англ.) // J. Appl. Mech. : journal. — 1984. — Vol. 51, no. 3. — P. 694—696. — doi:10.1115/1.3167697. — Bibcode: 1984JAM....51..694G.
- Gorlov, A.M. A new opportunity for hydro: Using air turbines for generating electricity, Hydro Review (англ.) : journal. — 1992. — Vol. 11, no. 5.
- Gorlov, A.M. The helical turbine: A new idea for low-head hydro (неопр.) // Hydro Review. — 1995. — Т. 14, № 5.
- Gorlov, A.M. Helical turbines for the Gulf Stream : Conceptual approach to design of a large-scale floating power farm (англ.) // Marine technology : journal. — 1998. — Vol. 35, no. 3. — P. 175—182.
- Gorlov, A.M. Tidal energy // Elements of Physical Oceanography: A derivative of the Encyclopedia of Ocean Sciences (англ.) / Steele, J.H.; Thorpe, S.A.; Turekian, K.K.. — Academic Press, 2009. — P. 103—109. (недоступная ссылка)
- Gorlov, A.M. Macro-Engineering and the Earth: World Projects for the Year 2000 and Beyond (англ.) : journal  / Kitzinger, U; Frankel, E. G.. — Chichester: Horwood Publishing, 1998. — P. 1—36.
- Gorlov, A.M.; Gorban, A.N.; Silantyev, V.M. Limits of the Turbine Efficiency for Free Fluid Flow (англ.) // Journal of Energy Resources Technology : journal. — 2001. — Vol. 123, no. 4. — P. 311—317. — doi:10.1115/1.1414137.
- — (2002). The Helical Turbine and Its Applications for Hydropower Without Dams. ASME Conf. Proc. pp. 257–264. doi:10.1115/IMECE2002-33193.
- Gorlov, A.M. Harnessing Power from Ocean Currents and Tides (неопр.) // Sea Technol.. — 2004. — Т. 45, № 7. — С. 40—43. Архивировано из оригинала 29 августа 2012 года. Архивная копия от 29 августа 2012 на Wayback Machine